# 或る街の群青
「或る街の群青」（あるまちのぐんじょう）は、2006年11月29日に発売されたASIAN KUNG-FU GENERATIONの9枚目のシングル。

## 解説
表題曲「或る街の群青」は、映画『鉄コン筋クリート』主題歌に起用された。楽曲は映画のために書き下ろされた。
初回限定のみ松本大洋書き下ろしの『鉄コン筋クリート』ワイドキャップステッカー仕様。

## 収録曲
1. 或る街の群青
  - 歌詞中に「ソコカラナニガミエル?」という、『鉄コン筋クリート』に登場する台詞がある。
  - 最初と最後に後藤が歌舞伎町で録音した音が流れるが、これは街から曲が流れ、街の中に消えていくということを意味している。
  - アルバム『ワールド ワールド ワールド』に収録。
2. 鵠沼サーフ
  - 一発撮りでレコーディングされた。アルバム『サーフ ブンガク カマクラ』に収録。

全作詞・作曲：後藤正文 全編曲：ASIAN KUNG-FU GENERATION

## 収録アルバム
- ワールド ワールド ワールド（#1、アルバムバージョン）
- サーフ ブンガク カマクラ（#2、アルバムバージョン）
- BEST HIT AKG (#1)